# Вагнер, Роберт Фердинанд (младший)
Роберт Фердинанд Вагнер II (англ. Robert Ferdinand Wagner II; 20 апреля 1910 — 12 февраля 1991) — американский политик и дипломат.

## Биография
Вагнер-младший родился 20 апреля 1910 года в Нью-Йорке, в семье Маргарет Мари и Роберта Ф. Вагнера. Окончил школу Тафта, а затем отучился в Гарвардской школе бизнеса, Женевском институте международных отношений и Йельской школе права.
В 1938—1942 годах Вагнер был членом Ассамблеи штата Нью-Йорк, а после ушёл служить во время Второй мировой войны. С 1950 по 1953 год он был президентом Манхэттена, а в 1954 году стал мэром Нью-Йорка. Вагнер занимал эту должность до 1965 года. В 1968—1969 годах Вагнер-младший был послом США в Испании.

## Личная жизнь
Вагнер — католик.
Его первой женой была Сьюзан Эдвардс, которая родила ему двух сыновей: Роберта Фердинанда Вагнера III и Дункана. Сьюзан умерла от рака лёгких в 1964 году. В 1965 году Вагнер женился на Барбаре Кавана. Они развелись в 1971 году. В 1975 году Вагнер женился на Филлис Фрейзер, с которой прожил до своей смерти.